# Vaccinium uliginosum
Vaccinium uliginosum là một loài thực vật có hoa trong họ Thạch nam. Loài này được Carl von Linné miêu tả khoa học đầu tiên năm 1753.

## Phân bố
Vaccinium uliginosum là loài bản địacác vùng ôn đới mát của Bắc bán cầu, ở độ cao thấp ở Bắc Cực và ở độ cao lớn về phía nam đến Pyrenees, Alps và Caucasus ở Châu Âu, vùng núi Mông Cổ, phía bắc Trung Quốc, bán đảo Triều Tiên và trung bộ Nhật Bản ở Châu Á, và Sierra Nevada ở California và dãy núi Rocky ở Utah ở Bắc Mỹ.
Chúng mọc mọc trên đất ẩm ướt chua trên vùng đất  cây thạch nam, moorland, lãnh nguyên, và ở tầng dưới của rừng cây lá kim rừng, từ mực nước biển ở Bắc Cực, lên đến 3400 m ở phía nam phạm vi phân bố.

## Hình ảnh

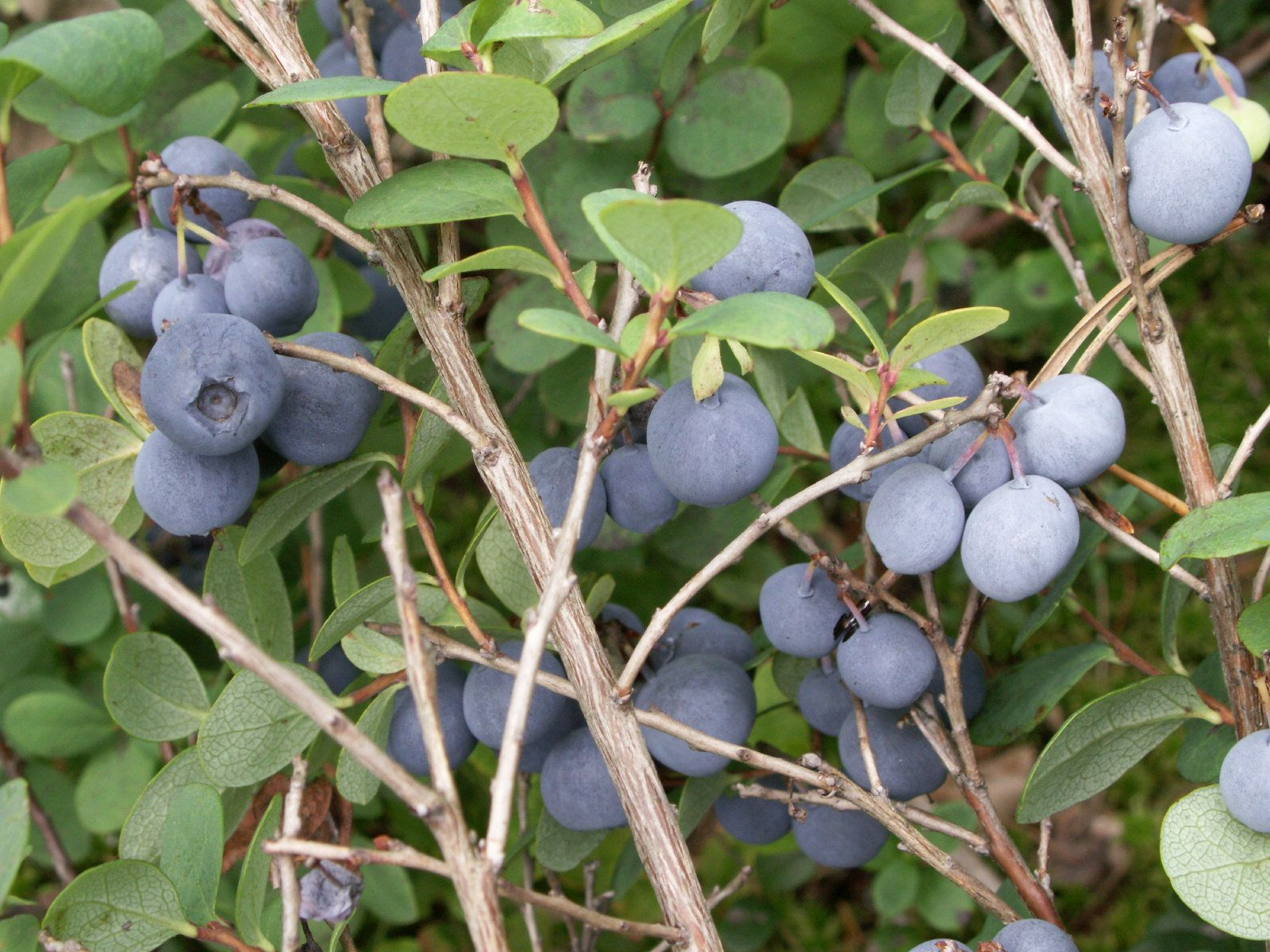
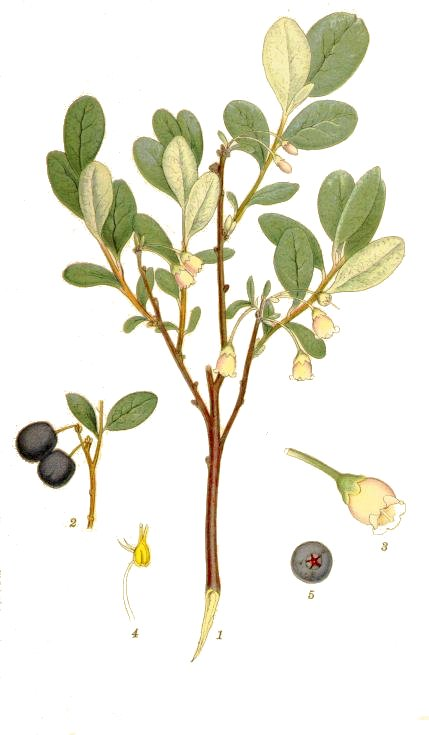
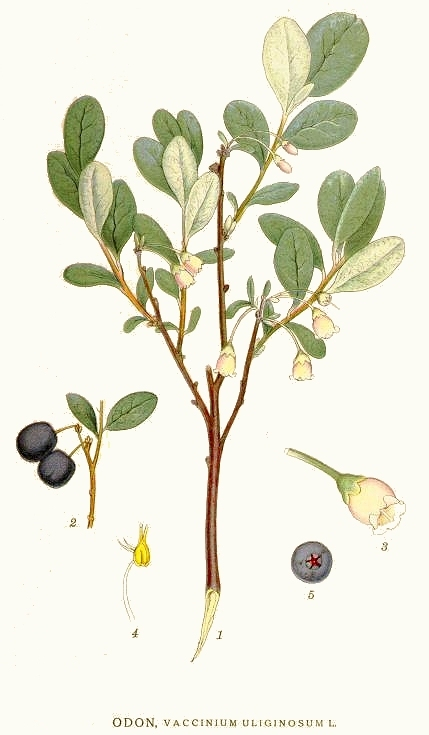
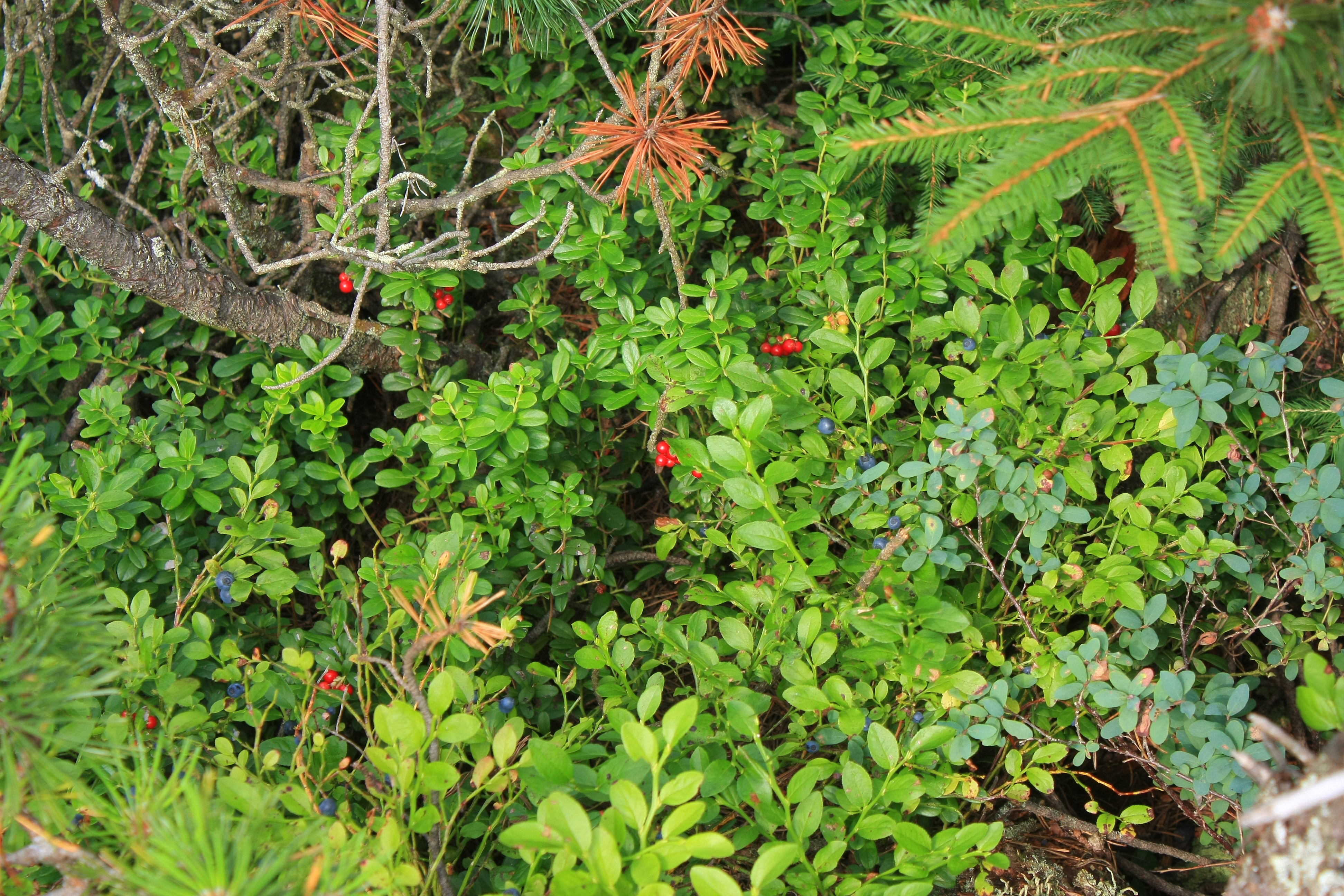